# Władysław Purczyński
Władysław Purczyński (ur. 10 września 1947, zm. 2 listopada 2015 w Wągrowcu) – doktor nauk humanistycznych w zakresie historii, redaktor i współzałożyciel Głosu Wągrowieckiego, radny i przewodniczący Rady Miejskiej w Wągrowcu, animator kultury, regionalista, pedagog.

## Życiorys
W latach 1954–1961 uczęszczał do szkoły podstawowej nr 1 w Wągrowcu. Po ukończeniu liceum i zdaniu matury (1966) pracuje w szkole w Mokronosach. 1968-1970 odbywa służbę wojskową, po jej zakończeniu pracuje w szkole podstawowej nr 3 w Wągrowcu a następnie w Chojnie. W latach 1974–75 był zastępcą inspektora w urzędzie powiatowym w Wągrowcu, lata 1975-1980 spędza zawodowo jako kierownik internatu Zespołu Szkół Zawodowych (Wągrowiec). W 1976 kończy Wydział Historyczny UAM. Od 1980 roku piastuje funkcję dyrektora Zespołu Szkół Zawodowych nr 2 a następnie Zespołu Szkół Ponadgimnazjalnych nr 2 im. ppłk. dra Stanisława Kulińskiego (obie placówki wągrowieckie). W 2009 roku przechodzi na emeryturę. Po ciężkiej chorobie umiera 2 listopada 2015 roku. Pochowany 5 listopada na Cmentarzu Komunalnym w Wągrowcu.

## Zainteresowania badawcze i praca dziennikarska
W swojej pracy badawczej zajmuje się m.in. historią Powstania Wielkopolskiego. Ponadto interesuje go historia Wągrowca, której poświęca własne publikacje. Jest również inicjatorem nadawania imion ważnych osobistości salom szkolnym (m.in. biblioteka w Zespole Szkół Ponadgimnazjalnych nr 2 nosi imię Tadeusza Nożyńskiego). Był również popularyzatorem sportu (inicjował powiatowe spartakiady, pisał artykuły o sporcie, kibicował wągrowieckiej Nielbie). Zajmował się także historią prasy.
W latach 1990–2013 był redaktorem Głosu Wągrowieckiego (którego był współzałożycielem). Wcześniej związany także z Gazetą Wągrowiecką. Na łamach Głosu Wągrowieckiego opisywał historię miasta.
W 2000 roku obronił pracę doktorską w Instytucie Historii UAM w Poznaniu.
W latach 1998–2006 był Wiceprzewodniczącym Rady Miejskiej Wągrowca, następnie w latach 2006-2014 prowadził jej obrady jako Przewodniczący.

## Nagrody i wyróżnienia
Jest laureatem wielu nagród, m.in.: Medalu Komisji Edukacji Narodowej (1997), Krzyża Kawalerskiego Orderu Odrodzenia Polski (2001), nagrody powiatu wągrowieckiego "Złota Pieczęć" (2001), Honorowego Wągrowczanina (2007), Nagrody Pracy Organicznej "Złoty Liść" Głosu Wągrowieckiego (2010), Honorowej Nagrody Kulturalnej Towarzystwa Przyjaciół Ziemi Pałuckiej (1997, 2009), Nagrody Honorowej Towarzystwa Pamięci Powstania Wielkopolskiego 1918/1919 w Poznaniu "Dobosz Powstania Wielkopolskiego" (2001).

## Wybrane publikacje
- "Seminarium Nauczycielskie i Liceum Pedagogiczne w Wągrowcu w latach 1920-1969" (1994),
- "Ppłk dr med. Stanisław Kuliński 1885-1938" (1995),
- "Wągrowiec w dobie Powstania Wielkopolskiego 1918-1919" (1998),
- "Społeczeństwo ziemi wągrowieckiej w dobie powstania wielkopolskiego i w walce o granicę wschodnią Rzeczypospolitej w latach 1918–1920" (2008),
- "Swastyka nad miastem. Okupacyjne dzieje Wągrowca 1939–1945" (2010),
- kilkadziesiąt artykułów prasowych o charakterze historycznym,
- publikacje na łamach "Tygodnika Pilskiego", "Gazety Wągrowieckiej", "Tygodnika Nowego" oraz "Ziemi Wągrowieckiej",
- autor Przewodników po Wągrowcu,
- 13 zeszytów historycznych, seria "Wielkie wydarzenia w małym miasteczku".